# Солнечное затмение 1 июня 2011 года
Солнечное затмение 1 июня 2011 года — частичное солнечное затмение 118 сароса. Это затмение лучше всего наблюдалось в Арктике и на северо-востоке России. Частичные фазы затмения можно было наблюдать в Японии, Китае, на северо-востоке России и в Мурманской области, на севере Финляндии и Норвегии, в Исландии, Гренландии, Канаде и Аляске.  Максимальная фаза затмения составила 0,60. Интересной особенностью этого затмения было то, что его называли "Полуночным" (Midnight Sun eclipse), так как в северных районах мира оно происходило в ночные часы.
Обстоятельства видимости затмения для некоторых городов России.
| Населённый пункт | Начало | Середина | Конец | Максимальная фаза |
| Мурманск         | 0:35   | 1:25     | 2:14  | 0,596             |
| Салехард         | -      | 1:03     | 1:52  | 0,590             |
| Якутск           | 23:39  | 0:25     | 1:13  | 0,382             |
| Благовещенск     | 23:28  | 0:07     | 0:47  | 0,280             |
| Чита             | -      | 0:17     | 1:01  | 0,376             |
| Хабаровск        | 23:26  | 0:01     | 0:37  | 0,209             |
| Владивосток      | -      | 23:25    | 23:55 | 0,155             |
| Магадан          | 23:36  | 0:18     | 1:01  | 0,246             |
| Иркутск          | -      | 0:51     | 1:08  | 0,240             |
| Красноярск       | -      | 1:15     | 1:22  | 0,130             |

Примечания: прочерк на месте времени начала затмения означает, что в данном пункте наблюдения затмение началось до восхода Солнца. Время указанное в таблице — московское.

## Интересные факты
Лучшая видимость этого затмения в крупных городах России — в Мурманске. Однако полное солнечное затмение там состоится только 11 мая 2097 года.